# 斯特林島
斯特林島是丹麥的島嶼，位於波羅的海，由南丹麥大區負責管轄，長3.2公里、寬2.2公里，面積4.88平方公里，2012年人口221，人口密度為每平方公里45人。
54°54′N 10°37′E / 54.900°N 10.617°E